# 凶险型前置胎盘
凶险型前置胎盘（英語：Pernicious Placenta Previa, PPP）是一种特殊且高度危险的前置胎盘，指附着于既往子宫下段剖宫产瘢痕处的前置胎盘，伴或不伴胎盘植入。即既往有剖宫产史的孕妇，在本次妊娠中诊断为前置胎盘，并且胎盘恰好附着于原子宫剖宫产瘢痕部位。凶险型前置胎盘有较高的胎盘粘连、胎盘植入和致命性大出血的风险，可能导致子宫切除、输血和早产。此概念最早由Chattopadhyay等人于1993年所描述。

## 临床症状
凶险型前置胎盘的临床表现主要源于其前置胎盘的特性，最典型的症状是妊娠中晚期或临产时，突然发生的、无诱因、无痛性的阴道流血。出血颜色通常为鲜红色。出血量变异很大，可能起初少量点滴出血（有时被称为“警戒性出血”），随后可能出现一次或反复多次的大量出血。性交、妇科检查或剧烈活动有时也可能诱发出血。

## 诊断
既往剖宫产史是诊断PPP的先决条件。产前诊断措施主要包括超声、磁共振成像、孕妇血清标志物检测和胎儿遗传物质分析等。通常以超声作为诊断凶险型前置胎盘的金标准，在妊娠28周后，超声发现胎盘附着于子宫下段剖宫产瘢痕处即可诊断凶险型前置胎盘。

## 流行病学
剖宫产率持续升高是凶险型前置胎盘发病率升高的主要因素。2016年的一项研究报道，北京大学第三医院凶险型前置胎盘的平均发生率为2.08/1000，从2008年的0.9/1000上升到2014年的3.08/1000。53.3%的患者并发有胎盘植入，90%的患者在手术过程中出血超过3,000 毫升。
英国产科监测系统在2010至2011年的研究指出，凶险性前置胎盘导致的孕产妇死亡率约7%。